# Клас (біологія)

Співвідношення основних таксономічних рангів

Клас (лат. classis) — один з основних рангів біологічної класифікації.
Іноді використовують також похідні ранги: надклас, підклас і інфраклас. У ієрархії таксономічних категорій клас стоїть нижче за тип і вище за ряд (у зоологічній систематиці) та нижче за відділ і вище за порядок (у ботанічній систематиці).
Наприклад, ряди хижі, гризуни та інші відносять до класу ссавців. Класи об'єднують у типи. Наприклад, класи птахи і ссавці — це класи типу хордові.

## Історія
Поняття «клас» ввів у систематику французький ботанік Жозеф Піттон де Турнефор (1656—1708).

### Назви
При утворенні латинських назв класів використовують типові суфікси, притаманні різним царствам:
| Тварини | Рослини          | Гриби    |
| ------- | ---------------- | -------- |
| -lia    | -opsida,-phyceae | -mycetes |